# Szlavik Galsztjan
Szlavik Galsztjan (1996. december 21. –) örmény kötöttfogású birkózó. A 2019-es birkózó-világbajnokságon bronzérmet nyert jutott 63 kg-os súlycsoportban, kötöttfogásban.

## Sportpályafutása
A 2019-es birkózó-világbajnokságon bronzérmet nyert. Ellenfele, az iráni Mejszám Karamali Dalkhani volt, akit 7-5-re legyőzött.